# Bitoma
Bitoma es un género de coleóptero de la familia Zopheridae.

## Especies
Las especies de este género:
- Bitoma brevipes
- Bitoma burakowskii
- Bitoma cavicollis
- Bitoma costata
- Bitoma crenata
- Bitoma discolor
- Bitoma exarata
- Bitoma gracilis
- Bitoma granulata
- Bitoma intermedia
- Bitoma iranica
- Bitoma latiuscula
- Bitoma legendrei
- Bitoma longior
- Bitoma maura
- Bitoma morosa
- Bitoma neglecta
- Bitoma nitidicollia
- Bitoma obsoleta
- Bitoma ornata
- Bitoma palmarum
- Bitoma paradisea
- Bitoma picicorne
- Bitoma pinicola
- Bitoma popei
- Bitoma quadricollis
- Bitoma quadriguttata
- Bitoma rufithorax
- Bitoma siviana
- Bitoma sobrina
- Bitoma sulcata
- Bitoma villosa
- Bitoma vittata